# Saint-Michel-de-Villadeix
Saint-Michel-de-Villadeix è un comune francese di 301 abitanti situato nel dipartimento della Dordogna nella regione della Nuova Aquitania.

## Società

### Evoluzione demografica
Abitanti censiti